# Tekken 3
Tekken 3 – trzecia gra z serii Tekken wydana na Namco System 12 i PlayStation. Jest to ostatnia część wydana na PlayStation, a jednocześnie pierwsza na platformie Namco System 12. Tekken 3 został wydany w 1998 roku, a w 2005 roku znalazł się w grze Tekken 5 w trybie Arcade History. Pojawił się także na PlayStation Classic.

## Rozgrywka
System wyprowadzania ciosów nie zmienił się w porównaniu do dwóch wcześniejszych wersji, nadal każda część ciała została przyporządkowana osobnemu przyciskowi. Ich odpowiednie kombinacje pozwalają wyprowadzać ciosy specjalne. W momencie wprowadzenia do sprzedaży ilość ciosów znajdujących się w grze była zbliżona do Virtua Fighter 3. Do walk wprowadzono złudzenie trzeciego wymiaru, pozwalając zawodnikom poruszać się w głąb plansz. Mimo to tła i grafika plansz nadal pozostała dwuwymiarowa.
W wersji na PlayStation do typowych trybów rozgrywki (Survival, Time Attack, Arcade, Team Battle, Practice) dodano dwa nowe: Force i Ball. Pierwszy z nich polega na poruszaniu się w prawą stronę ekranu i pokonywaniu kolejnych przeciwników, natomiast tryb Ball jest swoistą interpretacją siatkówki plażowej. Każdy cios coraz bardziej napędza piłkę, a zawodnik, który nie zdoła jej odbić, przyjmuje na siebie wszystkie użyte ciosy.

## Fabuła
Finał drugiego Turnieju Żelaznej Pięści wygrał Heihachi Mishima, mając za przeciwnika swojego syna, Kazuyę. Ciało młodego Mishimy zostało wrzucone do wulkanu, a demon, który je zamieszkiwał, zaatakował jego żonę. Ta zdołała się obronić.
15 lat później korporacja Mishima straciła kontakt z grupą, która nadzorowały wykopaliska archeologiczne, gdzie odkryto tajemniczą formę życia. Heihachi sam udał się na miejsce zdarzenia i znalazł tylko ciała, a od tego momentu na świecie zaczęli znikać wojownicy. W tym samym czasie Jun Kazama opowiada swojemu synowi, Jinowi, o ich przeszłości oraz o ojcu Jina – Kazuy. Pewnej nocy do domu Kazamów przybył bóg wojny, Jun kazała uciekać swojemu synowi, jednak ten przeciwstawił się napastnikowi.
Jin obudził się i zobaczył wokół siebie tylko zniszczony dom, a jego matka zniknęła. Udał się do swojego dziadka, aby ten go szkolił w technikach walk. Heihachi zrozumiał wtedy, że to bóg wojny odpowiada za tajemnicze zniknięcia wojowników.
Po czterech latach, gdy Jin miał już 19 lat, otworzono 3 Turniej Żelaznej Pięści.

## Odbiór gry
Tekken 3 był jedną z najlepiej ocenianych gier w całej serii. Stał się pierwszą grą w trzyletniej historii Electronic Gaming Monthly, która dostała trzy maksymalne oceny na cztery możliwe. W grudniu 2006 gra znalazła się na 10. miejscu listy top10 serwisu GameSpot. We wrześniu 2004 Tekken 3 znalazł się również na 10. miejscu listy „Final PlayStation Top 10” PlayStation Magazine. Agregator gier Game Rankings uznał Tekkena 3 za najlepszą grę wydaną na PlayStation oraz 8. najlepszą grę w historii (według danych z 4 września 2010).